# Rewind (album av EMD)
Rewind är ett studioalbum av EMD, utgivet 2010.

## Låtlista
1. "You and Me Song"
2. "Ironic"
3. "Save Tonight"
4. "Dancing in the Moonlight"
5. "What is Love" (cover)
6. "Ain't That Just the Way"
7. "Burning"
8. "Gangsta's Paradise"
9. "Anywhere is Paradise"
10. "Lemon Tree"
11. "Not Forever"
12. "This Year's Love"
13. "There's a Place for Us" (bonusspår)

## Listplaceringar
| Lista (2010-2011) | Topplacering |
| ----------------- | ------------ |
| Sverige           | 20           |

### Fotnoter
1. ↑  ”Rewind”. Swedishcharts. 28 februari 2010. http://swedishcharts.com/showitem.asp?interpret=E.M.D.&titel=Rewind&cat=a. Läst 27 december 2014.